# Aeroportul Kulhudhuffushi
Aeroportul Kulhudhuffushi (IATA: HDK, ICAO: VRBK) este un aeroport din Haa Dhaalu Atoll⁠(d), Maldive.
aeroportul dispune de o singură pistă.